# Zoltán Opata
Zoltán Opata, auch Zoltán Patai oder Zoltán Ormos genannt, (* 24. September 1900 in Budapest, Österreich-Ungarn; † 19. Mai 1982 in Budapest, Ungarn) war ein Fußballspieler und -trainer, der in den 1920er Jahren sechs Meistertitel mit dem MTK holte und in der ungarischen Nationalmannschaft spielte.

## Vereinskarriere
Opatas erste Station war der kleine Budapester Verein MÁVAG, wo er bis 1920 tätig war, ehe er ein Angebot des MTK erhielt, der in den beiden vorangegangenen Jahren einige seiner Stürmer an ausländische Vereine verloren hatte. Der beidbeinige, technisch beschlagene Angreifer fügte sich rasch in das Starensemble der Blau-Weißen ein, wo er in einer Angriffsreihe mit György Orth, József Braun und Imre Schlosser spielte. In seinen ersten fünf Jahren mit dem MTK konnte Opata jedes Mal den Meistertitel feiern, dazu kamen noch zwei Cupsiege. 1924 war er für kurze Zeit beim Makkabi Brno, kehrte aber bald wieder zum MTK zurück. Ab Mitte des Jahrzehntes verlor die Mannschaft jedoch ihre Vormachtstellung im ungarischen Fußball und konnte nur noch 1929 einen weiteren Erfolg erreichen.
Danach verließ Opata den Verein und spielte zunächst eine Saison beim Erstligaaufsteiger Attila FC Miskolc, wo der Klassenerhalt verfehlt wurde. In den beiden folgenden Saisonen war er beim Nemzeti SC sowie beim Bocskai FC Debrecen tätig. Für die Spielzeit 1932/33 wird in mehreren Quellen eine Tätigkeit bei Olympique Lillois angegeben, ein Spieleinsatz konnte jedoch in französischen Quellen nicht nachgewiesen werden, sodass eine Trainertätigkeit wahrscheinlich erscheint. Danach war er jedenfalls noch einmal kurzzeitig für den MTK aktiv, ehe er Anfang 1934 als Spielertrainer bei Attila unterschrieb. In derselben Rolle war er später in diesem Jahr auch beim AC Neutra in der Slowakei tätig.

## Nationalmannschaft
Seinen ersten Einsatz in der Nationalmannschaft hatte Opata im April 1922, als er als Rechtsaußen bei einem 1:1 gegen Österreich auflief. Sein erstes Tor erzielte er 1924 gegen Italien. Im selben Jahr nahmen die Ungarn an den Olympischen Sommerspielen teil, wo sie zum Favoritenkreis zählten. In der ersten Runde wurde Polen mit 5:0 geschlagen, wobei Opata zwei Tore beisteuerte. Danach folgte jedoch ein sensationelles 0:3 gegen Ägypten und damit das vorzeitige Ausscheiden aus dem Turnier.
Bis 1927 gehörte Opata zum Kader der Nationalelf und kam in dieser Zeit auf nahezu jeder Position in der Angriffsreihe zum Einsatz. Im Mai 1930 wurde er noch einmal einberufen und machte sein letztes Spiel im Rahmen des Nationencups, als die Ungarn durch ein 0:5 gegen Italien im letzten Spiel den Sieg vergaben. In insgesamt 17 Länderspielen konnte Opata sechs Tore erzielen.

## Trainerkarriere
Nachdem Opata bereits bei einigen seiner Spielerstationen in den 1930er Jahren auch den Trainerposten übernommen hatte, setzte er diese Karriere nach Ende seiner aktiven Laufbahn fort. Im Jahr 1936 betreute er das ungarische Olympiateam bei den Sommerspielen in Berlin, welches aber schon nach einer Erstrundenniederlage gegen Polen abreisen musste.
Danach war Opata in Jugoslawien tätig, wo er mit dem HAŠK Zagreb 1937/38 den Meistertitel holte. Während der Kriegsjahre betreute er den Erstligisten Kolozsvári AC aus Klausenburg. In der Saison 1946/47 betreute Opata vom 1. bis zum 13. Spieltag ITA Arad in der rumänischen Divizia A. Der Klub wurde am Saisonende unter der Führung von Gusztáv Juhász Rumänischer Meister. Später übernahm er kurzzeitig den Trainerposten bei Ferencváros Budapest. Ab 1950 betreute Opata eine Saison lang den Budapest Dósza SE und danach Csepel Vasas. Während der Zeit der Goldenen Elf gehörte Opata auch zum Betreuerstab der Nationalmannschaft, so etwa bei den Olympischen Sommerspielen 1952, als die Ungarn den Titel gewannen. 1957 führte er den polnischen Verein Górnik Zabrze zum ersten Meistertitel in der Klubgeschichte.

## Erfolge
- 6× Ungarischer Meister: 1920/21, 1920/21, 1921/22, 1922/23, 1923/24, 1924/25, 1928/29
- 2× Ungarischer Pokalsieger: 1922/23, 1924/25
- 1× Jugoslawischer Meister: 1937/38 (Trainer)
- 1× Rumänischer Meister: 1946/47 (Trainer; während der Saison abgelöst)
- 1× Polnischer Meister: 1957 (Trainer)
- 17 Spiele und sechs Tore für die ungarische Fußballnationalmannschaft: 1922–1930